# ユア・シックスティーン
「ユア・シックスティーン」（You're Sixteen）は、ジョニー・バーネットが1960年に発表した楽曲。リンゴ・スターのカバー・バージョンが全米1位を記録した。

## 解説
ジョニー・バーネットのバージョンは「ビルボード」誌で最高位8位を記録した。
リンゴ・スターは1973年発表のアルバム『リンゴ』においてカバー。セカンド・シングルとしてカットされる。ポール・マッカートニーはこの曲でカズーで参加。『ビルボード』誌では、1974年に最高位第1位を獲得し、1974年度年間ランキング31位を獲得して、オリジナル以上のヒットとなっている。『キャッシュボックス』誌でも、最高位1位を獲得し、1974年度年間ランキングでは18位を獲得した。また、イギリスでは、最高位4位を記録している。

## 参加ミュージシャン
- リンゴ・スター - ボーカル、ドラムス
- ニッキー・ホプキンス - ピアノ
- ジム・ケルトナー - ドラムス
- ジミー・カルヴァート - ギター
- ポール・マッカートニー - カズー
- クラウス・フォアマン - ベース
- ハリー・ニルソン - バッキング・ボーカル
- ヴィニ・ポンシア - ハーモニー・ヴォーカル